# 월명부인
월명부인(月明夫人, ?~?)은 신라의 왕족이다. 김국반(金國飯)의 아내이며 진덕여왕(眞德女王)의 어머니이다. 국반부인(國飯夫人) 또는 아니부인(阿尼夫人)이라고 불리기도 하였다. 성은 박씨(朴氏)이며 만천 갈문왕(滿天 葛文王)의 딸이다. 진평왕(眞平王)의 동생인 김국반과 결혼하여 딸 김승만(金勝曼, 후일 진덕여왕)을 낳았다. 삼국유사(三國遺事)에는 아니부인 박씨로서 만천 갈문왕(滿天 葛文王)의 딸이라고 기록되어 있다.

## 가계
- 아버지 : 만천 갈문왕(滿天葛文王)
- 어머니 : 미상
  - 부인 : 월명부인(月明夫人)
  - 남편 : 김국반(金國飯)
    - 딸 : 진덕여왕(眞德女王)

## 월명부인이 등장하는 작품
- 《삼국기》(KBS, 1992~1993, 배우:선우용녀)

## 같이 보기
- 진평왕
- 마야부인
- 백반
- 국반
- 월명
- 진덕여왕